# La Bourse
La Bourse (em português, A Bolsa) é um romance de Honoré de Balzac publicado em 1832 nas edições Mame-Delaunay nas Cenas da vida privada da Comédia Humana. Publicado novamente nas edições Béchet em 1835, depois em 1839 por Charpentier nas Cenas da vida parisiense, o texto retoma seu lugar nas Cenas da vida privada, no tomo III da edição Furne de 1842.

## Personagens
- Jean-Jacques Bixiou, caricaturista, provavelmente inspirado em Henry Monnier;
- Joseph (José na edição brasileira organizada por Paulo Rónai) Bridau, pintor, uma das personagens principais da boemia balzaquiana, já conhecido de Memórias de duas jovens esposas;
- Cavalheiro du Halga, amigo da baronesa de Rouville;
- Conde de Kergarouët (almirante), outro amigo da baronesa de Rouville, em cuja casa ele e o cavalheiro se comprometem a perder no jogo para ajudar as duas damas sem que elas percebam;
- Barão Leseigneur de Rouville, falecido, deixando sua esposa sem recursos;
- Adélaïde (Adelaide) Leseigneur de Rouville, filha do barão e da baronesa de Rouville, esconde a miséria atroz em que vive sua digna família;
- Hyppolyte (Hipólito) Schinner, pintor pobre que encontrará alguém mais pobre que ele próprio, e que se descobrirá barão de Schinner ao fim;
- Madame Schinner, mãe solteira do pintor.

## Enredo
O jovem pintor Hipólito Schinner cai, por acidente, em seu ateliê, onde fica desacordado. Tendo o barulho de sua queda alertado as duas vizinhas do andar abaixo, Adelaide de Rouville e sua mãe, as duas mulheres cuidam do jovem. Hipólito encontra no apartamento delas um calor e uma amizade agradável, mas também uma miséria digna e cuidadosamente oculta. O jovem pintor se apaixona por Adelaide e se encontra frequentemente em casa de suas vizinhas, descobrindo a vontade misteriosa de ambas de esconder seu passado. Elas cometeram alguma ação inconfessável? E quem são estes dois velhos amigos da mãe que vêm perder de propósito no jogo para deixar alguns luíses à velha mulher? As senhoras de Rouville são trapaceiras, ou mesmo prostitutas? "Durante o serão, suspeitas desfavoráveis vieram perturbar a felicidade de Hipólito e causaram-lhe desconfianças. A senhora de Rouville viveria, pois, do jogo? Não estaria ela jogando neste momento para saldar alguma dívida, ou impelida por alguma necessidade?" Malgrado suas dúvidas, Hipólito continua as suas visitas, por amor a Adelaide. Mas um dia, uma bolsa um pouco desgastada, contendo um pouco de dinheiro (o próprio pintor é pobre, ainda que com título de nobreza: é "de Schinner") e pertencente ao pintor, desaparece. O jovem pensa que a roubaram, e suspeita de Madame ou de Mademoiselle de Rouville. Ele interrompe então suas visitas e fica perturbado a ponto de sua própria mãe perceber seu tormento. Um acaso feliz lhe permitirá descobrir o passado extremamente honrado das duas mulheres e sua dignidade. Também reencontra sua bolsa inteiramente renovada e bordada pelas mãos de Mademoiselle de Rouville. A jovem havia tomado a bolsa para lhe dar um melhor aspecto. Nem um centavo falta a esta bolsa, agora magnífica.

## Balzac e a arte
Balzac trata aqui de um tema que irá explorar em grande detalhe em várias obras: as artes, a criação em todas as suas formas, bem como as alegrias e as dores que ela causa. Um grande admirador de Eugène Delacroix, que lhe serviu de modelo para o personagem José Bridau, ele mostra a criação pictórica sob todos os seus ângulos: o do pintor inovador e incompreendido, o genial Frenhorfer de A Obra-Prima Ignorada, o pintor novato que ganha reconhecimento público (José Bridau), o pintor rico que brinca com a arte (Pierre Grassou, que desperdiça seu talento fazendo cópias de obras dos mestres).
Balzac nunca deixa de ilustrar seus romances com referências a quadros famosos, como esta em A Bolsa: "Adelaide veio apoiar seus cotovelos no espaldar da poltrona ocupada pelo velho gentil-homem, imitando, sem o saber, a pose que Guérin deu à irmã de Dido no seu célebre quadro".
Balzac apresenta uma bela fábula em A Bolsa — "não devemos julgar as pessoas pelas aparências" — e lança uma luz bem surpreendente sobre o mundo da pintura. Não faltam tampouco as longas descrições tão típicas do "realismo" de Balzac, além de trechos altamente poéticos, como o de abertura:

Existe para as almas, facilmente expansivas, uma hora deliciosa que sobrevém no instante indeciso, em que ainda não é noite, mas em que já não é dia; a penumbra crepuscular projeta suas tintas imprecisas, ou seus estranhos reflexos, sobre todos os objetos, favorecendo um devaneio que se combina vagamente com os efeitos da luz e da sombra.
 e digressões dignas de figurar em antologias de frases: "Perder uma felicidade sonhada, renunciar a todo um futuro, é um sofrimento mais agudo do que o causado pela ruína de uma felicidade vivida, por mais completa que tivesse sido. Não é a esperança melhor do que a recordação?" e "Não é a ilusão, para o pensamento, uma espécie de noite que povoamos de sonhos? A ilusão abre então as asas, transportando a alma para o mundo da fantasia."